# The Wrong Missy
The Wrong Missy (bra: A Missy Errada) é um filme estadunidense de comédia romântica de 2020, dirigido por Tyler Spindel, com roteiro de Chris Pappas e Kevin Barnett. É estrelado por David Spade e Lauren Lapkus e foi lançado na Netflix em 13 de maio de 2020.

## Elenco
- David Spade como Timothy "Tim" Morris
- Lauren Lapkus como Missy, a "Missy errada" de mesmo nome e interesse amoroso de Tim
- Nick Swardson como Nate
- Geoff Pierson como Jack Winstone
- Jackie Sandler como Jess, também conhecida como 'A Barracuda'
- Sarah Chalke como Julia
- Rob Schneider como Komante
- Chris Witaske como Rich
- Joe "Roman Reigns" Anoai como Tatted Meathead (Gary)
- Molly Sims como Melissa, a "Missy certa"
- John Farley como Calvin Sr.
- Jorge Garcia como Guy on Plane
- Bobby Lee como funcionário do balcão de check-in
- Arlene Newman como Barbara Winstone
- Jonathan Loughran como Paul
- Jared Sandler como Stuart
- Sadie Sandler como Sadie
- Sunny Sandler como Sunny
- Emma Rose Goldstein como Emma
- Lori Pelenise Tuisano como mulher no ônibus
- Vanilla Ice como ele mesmo (creditado como Rob Van Winkle)

## Produção
O filme foi anunciado pela primeira vez em janeiro de 2019, com David Spade pronto para estrelar e direção de Tyler Spindel. Logo em seguida Lauren Lapkus, Geoff Pierson, Sarah Chalke, Molly Sims, Nick Swardson, Jackie Sandler, Chris Witaske e Roman Reigns foram anunciados em março de 2019, com as filmagens começando no mesmo mês.

## Lançamento
O filme foi lançado na Netflix em 13 de maio de 2020.

## Recepção
No Rotten Tomatoes, o filme tem uma classificação de aprovação de 35% com base em 46 análises, com uma classificação média de 4/10. O consenso crítico do site diz: "Lauren Lapkus levanta The Wrong Missy acima do fracasso abjeto, mas esta comédia preguiçosa será a opção errada para todos, exceto para os famintos espectadores da Happy Madison". Em Metacritic, o filme tem uma pontuação média ponderada de 33 em 100, com base em 12 críticos, indicando "críticas geralmente desfavoráveis".
Owen Gleiberman, da Variety, elogiou Lauren Lapkus, dizendo que ela é "como uma granada de loucura feliz lançada no meio de todas as cenas" e, ao encontrar o filme genérico, ele afirmou: "isso faz você querer ver o próximo ato de Lauren Lapkus".